# Puente Bhumibol
El puente Bhumibol (en tailandés: สะพานภูมิพล) forma parte de los 13 kilómetros de largo la carretera de circunvalación Industrial que conecta el sur de Bangkok con la provincia de Samut Prakan en Tailandia. El puente cruza el río Chao Phraya dos veces, con dos notables vanos atirantados con longitudes de 702 m y 582 m con el apoyo de dos torres en forma de diamante de 173 m y 164 m de altura. Cuando los dos tramos se encuentran, otro camino se eleva uniéndose a ellos en un intercambio de flujo libre suspendido a 50 metros por encima del suelo. El puente se abrió al tráfico el 20 de septiembre de 2006, antes de la apertura oficial de 5 de diciembre de 2006.

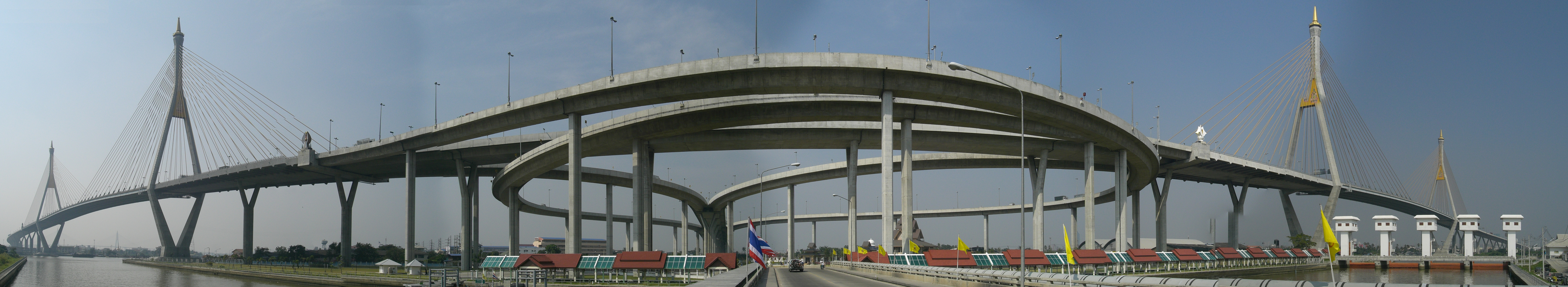
Nudo elevado de enlace de los dos puentes